# Königshain-Wiederau
Königshain-Wiederau è un comune di 2 585 abitanti della Sassonia, in Germania.
Appartiene al circondario (Landkreis) della Sassonia centrale (targa FG).

## Storia
Il 1º gennaio 1999 al comune di Königshain-Wiederau venne aggregato il comune di Stein im Chemnitztal.